# K31
Karabiner Modell 1931 (K. 31/Kar. 31/Mq. 31/K31) é um fuzil de ação por ferrolho de tração direta alimentado por carregador. Foi o fuzil padrão das forças armadas da Suíça de 1933 até 1958, embora exemplares tenham permanecido em serviço na década de 1970. Ele tem um carregador removível de 6 munições e possuia câmara para o cartucho 7,5×55mm Swiss, um cartucho com qualidades balísticas semelhantes ao cartucho 7,62×51mm NATO/.308 Winchester. Cada fuzil incluía um carregador tipo cofre destacável de 6 cartuchos com número de série estampado correspondente. Um pente pode ser usado para carregar o carregador, de cima da armação.
A Karabiner Modell 1931 substituiu o fuzil e a carabina Model 1911 e foi gradualmente substituída pelo Stgw 57 de 1958 em diante.
Embora a K31 é uma carabina de tração direta amplamente baseada nos fuzis e carabinas de serviço suíços "Schmidt-Rubin" anteriores, a K31 não foi projetada pelo Coronel Rudolf Schmidt (1832–1898), pois ele já não estava mais vivo em 1931. O engenheiro mecânico Eduard Rubin (1846–1920) foi o projetista da munição 7,5×55mm Swiss, para qual os fuzis de serviço suíços anteriores e a K31 possuia câmara. O Karabiner Modell 31 foi um novo projeto da Eidgenössische Waffenfabrik em Berna, na Suíça, sob o comando do Coronel Adolf Furrer [não confundir com Führer] (1873–1958). As primeiras 200 K31 foram feitos em maio de 1931 para testes de tropas (séries 500.001 – 500.200), portanto, o número do modelo de 1931.

## Variantes

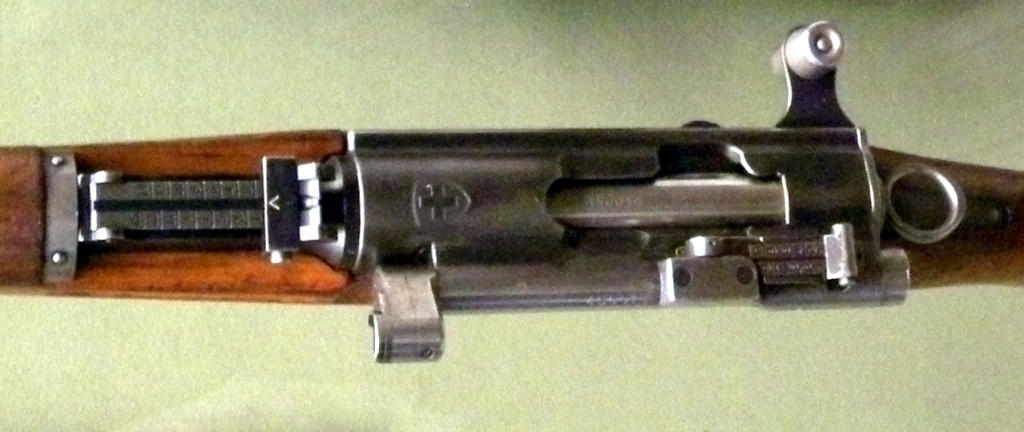
Fuzil Zf. Kar. 31/43, objetiva da mira telescópica apontada para fora

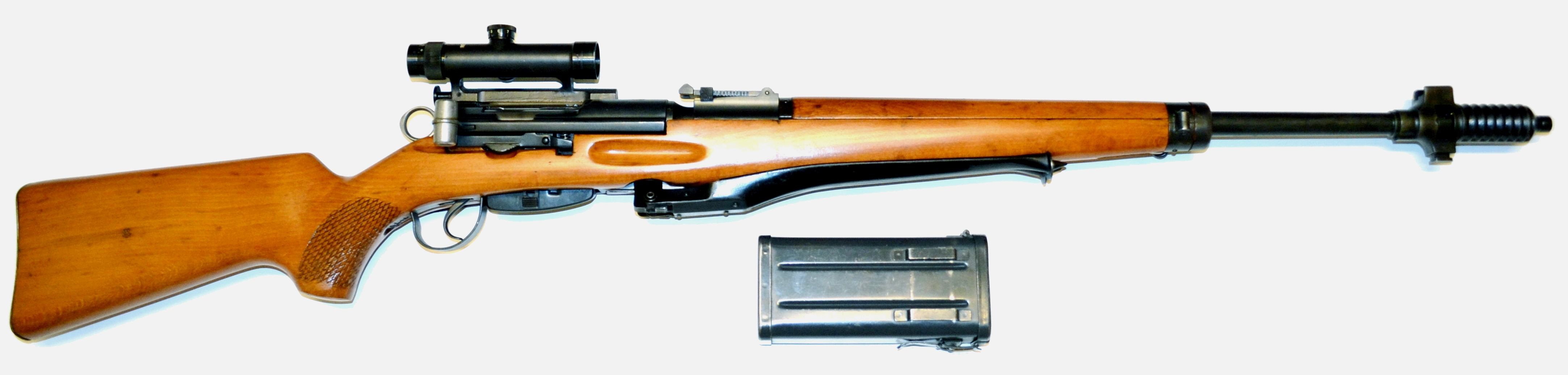
Fuzil Zf. Kar. 55 e recipiente de armazenamento de mira telescópica

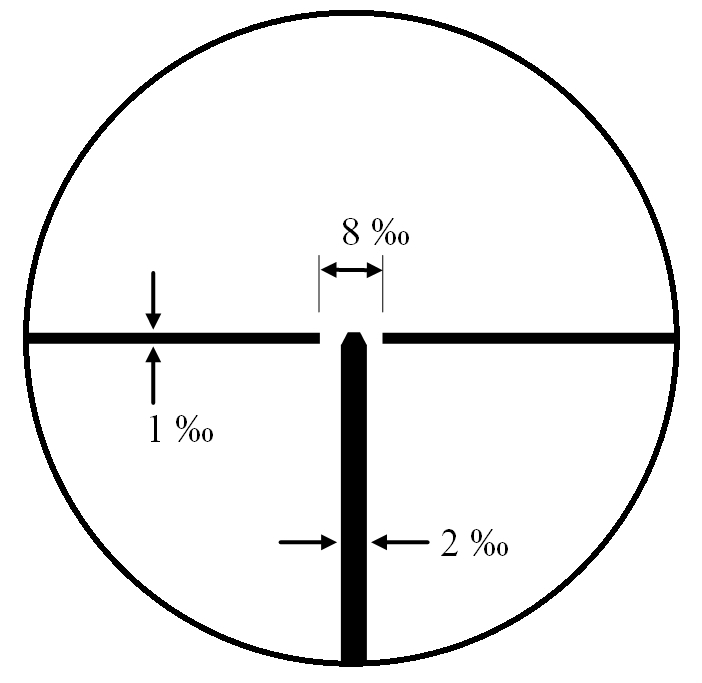
Retículo da mira telescópica Kern 3,5×23

Havia três variantes da Karabiner Modell 31 que apresentavam mira telescópica. Estas foram as:
- Zf. Kar. 31/42, mira telescópica 1,8×9 ajustável de 100–1.000 m em incrementos de 100 m
- Zf. Kar. 31/43, mira telescópica 2,8×14 ajustável de 100–700 m em incrementos de 100 m

As miras telescópicas desses modelos foram fabricadas pela Kern e montadas nas Karabiner Modell 31 de produção, escolhidas por seu deslocamento de precisão no lado esquerdo do receptáculo, permitindo ao atirador usar a linha de mira de ferro padrão.
Na década de 1950, uma elaborada variante modificada da Karabiner Modell 31 foi desenvolvida para uso de atirador designado/franco-atirador. Este fuzil não foi lançado como uma variante do Modelo 31, mas como o fuzil de precisão Zielfernrohr-Karabiner 55 (Zf. Kar. 55). Ele apresentava uma mira telescópica 3,5×23 mais poderosa, feita por Kern, ajustável para queda de bala de 100 a 800 m em incrementos de 100 m. A torre de ajuste de compensação de queda de bala (BDC) gira livremente sob fricção de graxa. Como conceito de elevação da linha de mira de ferro padrão do K. 31/Kar. 31, o ajuste BDC da mira telescópica é um tanto não convencional e projetado para retenção central (ponto de mira = ponto de impacto) nas configurações de 100–300 m com munição GP11. Em distâncias mais distantes, o atirador deve mirar abaixo da parte inferior do alvo para uma posição de 6 horas, de modo que o poste do retículo fique fora do caminho. A torre de ajuste de vento da mira telescópica apresenta ajustes de clique mais convencionais. Cada incremento completo de vento corresponde a um deslocamento horizontal de 45 cm, ou seja, a largura de um homem a 300 m. Os incrementos completos são subdivididos em seis cliques de 7,5 cm a 300 m. O Zf. Kar. 55 pesa 6,1 kg vazio com a mira telescópica montada e tem comprimento total de 1.210 mm. O Zf. Kar. 55 tem apenas quatro pequenas peças em comum (a peça de armar, o percussor, a mola do percussor e o extrator) com a Karabiner Modell 31. Os suportes de mira telescópica são parte integrante do receptáculo. A mira telescópica 3,5×23 possui um suporte de liberação rápida integral que se conecta aos suportes no lado esquerdo do receptáculo. Toda a ação do Zf. Kar. 55 é inclinado em um ângulo de aproximadamente 15 graus para fornecer espaço para o carregamento e ejeção intactos dos cartuchos com a mira telescópica montada. A inclinação da ação e do carregador também proporcionou uma posição centralizada da mira telescópica sobre a ação e a coronha, ao custo de alargar um pouco o fuzil. O cano montado no Zf. Kar. 55 é mais pesado que o da Karabiner Modell 31 e é equipado com freio de boca. O Zf. Kar. 55 também tem meia coronha com punho de pistola xadrez em vez de semi-punho de pistola e um bipé integrado dobrável. Um total de 4.150 Zf. Kar. 55 foram fabricados.

## Mídia
- Um vídeo da ação por ferrolho de tração direta da K31 em ação: Media:K. 31/Kar. 31.ogg
- No filme Uma Luz na Escuridão, um guarda de fronteira suíço, com sua K31, atira em um soldado alemão.
- A variante de franco-atirador da K31, a K31/43 aparece no jogo Battlefield V, fazendo parte da Summer Update.
- A K31 é apresentada no jogo Call of Duty: Black Ops Cold War como uma arma DLC chamada Swiss K31, que faz parte do passe de batalha da 3ª temporada.

## Operadores
| País     | Organização                | Quantidade | Data        | Referência |
| -------- | -------------------------- | ---------- | ----------- | ---------- |
| Suíça    | Forças Armadas da Suíça    | 528.230    | 1933 a 1958 | [ 3 ]      |
| Israel   | Forças de Defesa de Israel | 200        | 1949        | [ 4 ]      |
| Vaticano | Guarda Suíça Pontifícia    | 100        | 1955        | [ 3 ]      |